# Ferenc Bene
Ferenc Bene (ur. 17 grudnia 1944 w Balatonújlak, zm. 27 lutego 2006 w Budapeszcie) – węgierski piłkarz, zawodnik Újpestu Budapeszt (1960-1978), a także wielokrotny reprezentant Węgier (1962-1979).
Uznany gwiazdą piłkarstwa węgierskiego lat 60. i 70. Zdobył złoty medal olimpijski w Tokio w 1964 r. będąc królem strzelców tej imprezy. W tym samym roku zdobył brązowy medal mistrzostw Europy.
W 1966 razem z reprezentacją doszedł do ćwierćfinału mistrzostw świata w Anglii.
Bene został piłkarzem roku 1969.
Po odejściu z Újpestu Budapeszt grał jeszcze w mniejszych klubach, z niższych lig, grał też 1 sezon w Finlandii. Karierę zakończył w 1985 r.w Kecskemeti SC.
Zmarł po długiej chorobie w 2006 r. w Budapeszcie.
- Bene zdobył 303 gole w 418 ligowych występach, wszystkie dla Újpestu.
- Dla reprezentacji strzelił 36 bramek w 76 grach.